# Vasilij Aleksejev
Vasilij Ivanovitj Aleksejev (russisk: Василий Иванович Алексеев; født 7. januar 1942 i Rjasan oblast, død 25. november 2011 i München, Tyskland) var en sovjetisk vægtløfter, der var kendt som den "russiske bjørn". Han satte 80 verdensrekorder og 81 sovjetiske rekorder i vægtløftning og vandt guld ved OL i 1972 og 1976.

## Karriere
Vasilij Aleksejev begyndte som vægtløfter, da han var atten år gammel. Efter i begyndelsen at have været trænet af OL-mesteren fra 1964, Rudolf Pljukfelder (en) gik han i 1968 over til at selvtræne. Med sin vægt – i sin storhedstid vejede han over 150 kg – deltog han i de tungeste klasser, og alle hans verdensrekorder blev sat i supersværvægtsklassen, den første i 1970. Dette år var hans gennembrudsår, idet han da vandt både EM og VM, en bedrift han gentog ved de følgende syv verdens- og europamesterskaber.
Ved OL 1972 i München var Aleksejev storfavorit efter sejre ved de seneste to verdensmesterskaber. To af hans formodet nærmeste konkurrenter fejlede, og derfor var det en smal sag for ham at sikre sig guldet med et samlet løft på 640 kg. Vesttyske Rudolf Mang (en) blev nummer to med 610 kg, mens Gerd Bonk (en) fra DDR blev nummer tre med 572,5 kg. 
Ved legene fire år senere i Montreal var Aleksejev endnu en gang storfavorit, og han levede op til værdigheden ved at sejre med 440 kg (kun to discipliner denne gang), mens østtyske Gerd Bonk fik sølv med 405 kg og endnu en østtysker, Helmut Losch (en), fik bronze med 387,5 kg.
Da OL skulle afholdes på hjemmebane i Moskva 1980, var Aleksejevs æra dog overstået; han havde været skadet siden VM i 1978, men stillede alligevel op ved legene. Hans deltagelse blev dog en fiasko, da det ikke lykkedes han at løfte sin åbningsvægt i stød, og han dermed måtte indkassere en bundplacering. Derefter stoppede han karrieren.
Hans verdensrekord fra 1972 på 645 kg samlet over tre discipliner er aldrig overgået, idet stem-disciplinen senere samme år blev fjernet fra konkurrencer, så samlede konkurrencer siden kun har bestået af to discipliner. Året forinden, den 24. juli, havde han på en enkelt aften sat hele syv verdensrekorder.

## Livet efter den aktive karriere
Aleksejev var i en periode i slutningen af Sovjetunionens historie, fra 1987, medlem af folkekongressen, og i samme periode var han landstræner for SNG ved OL 1992 i Barcelona. SNG, som kortvarigt eksisterede efter Sovjetunionens opløsning, opnåede ved legene ti medaljer i vægtløftning, heraf fire af guld.
Han modtog en lang række æresbevisninger, primært sovjetiske, men blev også indvalgt i vægtløftningens Hall of Fame i 1993. I 1975 optrådte han på forsiden af Sports Illustrated med teksten "Verdens stærkeste mand".
Han boede fra 1966 i Sjakhty, men døde på en klinik i München, hvor han havde været indlagt med alvorlige hjerteproblemer.